# الجمهورية الرومانية (القرن 19)
الجمهورية الرومانية دولة أعلنت في 9 فبراير/ شباط 1849 عندما استبدلت حكومة الدولة البابوية مؤقتاً بحكومة جمهورية بسبب فرار البابا إلى جيتا. ترأس الجمهورية كارلو أرميليني [الإنجليزية] وجوزيبي مازيني وأوريليو سافي [الإنجليزية]. شكلوا معاً ثلاثياً حاكماً في نموذج يشبه أشكال الحكم في الجمهورية الرومانية القديمة.
أهم الابتكارات الرئيسية التي أملت الجمهورية في تحقيقها منصوص عليه في دستورها، من حيث ممارسة جميع الأديان بحرية والسماح للبابا في حكم الكنيسة الكاثوليكية. كانت الحريات الدينية مختلفة تماماً عن الوضع في ظل الحكومات السابقة حيث سمح فقط بالكاثوليكية واليهودية بأن تمارس من قبل المواطنين. كان دستور الجمهورية الرومانية الأول من نوعه في العالم الذي يلغي عقوبة الإعدام في القانون الدستوري.

## نبذة تاريخية

### نشأة الجمهورية
اغتيل وزير العدل في حكومة الدولة البابوية بيلجرينو روسي في 15 نوفمبر من عام 1848. ملأ ليبراليو روما الشوارع في اليوم التالي، إذ طالبت مجموعات مختلفة بحكومة ديمقراطية، وبإصلاحات اجتماعية، وبإعلان الحرب ضد الإمبراطورية النمساوية بهدف تحرير الأراضي إيطالية الثقافة والإثنية التي احتلتها الإمبرطورية النمساوية منذ وقت طويل. غادر البابا بيوس التاسع روما متنكرًا بزي قس عادي في ليلة الرابع والعشرين من نوفمبر، وخرج من الدولة متوجهًا إلى جيتا، حصن مملكة الصقليتين. سمح البابا للمطران كارلو إيمانويل موزاريلي بتشكيل حكومة قبل مغادرته
نشرت الحكومة بعض الإصلاحات الليبرالية التي رفضها البابا بيوس التاسع، وأنشأ حكومةً جديدةً بعد أن استقر في جيتا وضمن أمانه. أنشأ المجلس الأعلى الذي أسسه البابا وعمدة روما وفدًا من أجل إرساله ليطمئن على البابا وليطلب منه العودة في أقرب وقت ممكن. تألف هذا الوفد من العمدة، الأمير توماسو كورسيني بذات نفسه، وثلاثة كهنة -ريزي ومرتيل وأريغي- مارشيز بولوتشي دي كالبولي، والطبيب فوسكوني، والمحامي روسي. أُوقف الوفد عند حدود الدولة في تيراتشينا، وعلى الرغم من إخبار البابا بما حصل، فقد رفض التحدث إليهم. شُكلت التأسيسية الرومانية، في 29 نوفمبر في روما.

## في الثقافة الشعبية
أُنتج فيلم إيطالي في عام 1949 بعنوان كافالدي أوف هيروز للاحتفال بذكرى مرور مئة عام على تأسيس الجمهورية، على الرغم من أنه لم يُصدر حتى العام التالي. أخرج ماريو كوستا الفيلم، ولعب كل من كارلا ديل بوغيو تشيزاري دانوفا دوري البطولة.
تتمحور أحداث قصيدة آرثر هيو كلوف الطويلة حب السفر حول حصار روما، حيث يصف بطل القصيدة والشخصية الوحيدة فيها القتال ضمن الرسائل التي يرسلها إلى صديقه.
كُرس فيلم إن ذا نيم أوف ذا سوفيرن بيبل لعام 1990 -الذي أخرجه لويغي ماجني، والحائز على جائزة ديفيد دي دوناتيلو- للجمهورية الرومانية وأبطالها.
اقتُبس المسلسل التلفزيوني القصير الخيالي لعام 2012 أنيتا غاريبالدي -الذي أخرجه كلاوديو بونيفينتو- عن الجمهورية الرومانية.
تدور أحداث رواية جيفري تريز فولو ماي بلاك بلوم التاريخية -التي تتناول مرحلة الشباب- في الجمهورية الرومانية، وذلك بالاستناد إلى رواية المؤرخ جورج تريفيليان.